# Atractus turikensis
Atractus turikensis este o specie de șerpi din genul Atractus, familia Colubridae, descrisă de Manuel Barros în anul 2000. Conform Catalogue of Life specia Atractus turikensis nu are subspecii cunoscute.